# Thomas Jackson Rodman

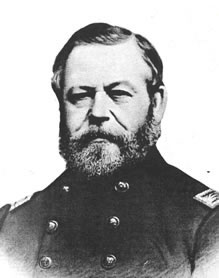
Thomas Jackson Rodman (etwa 1861 bis 1865)

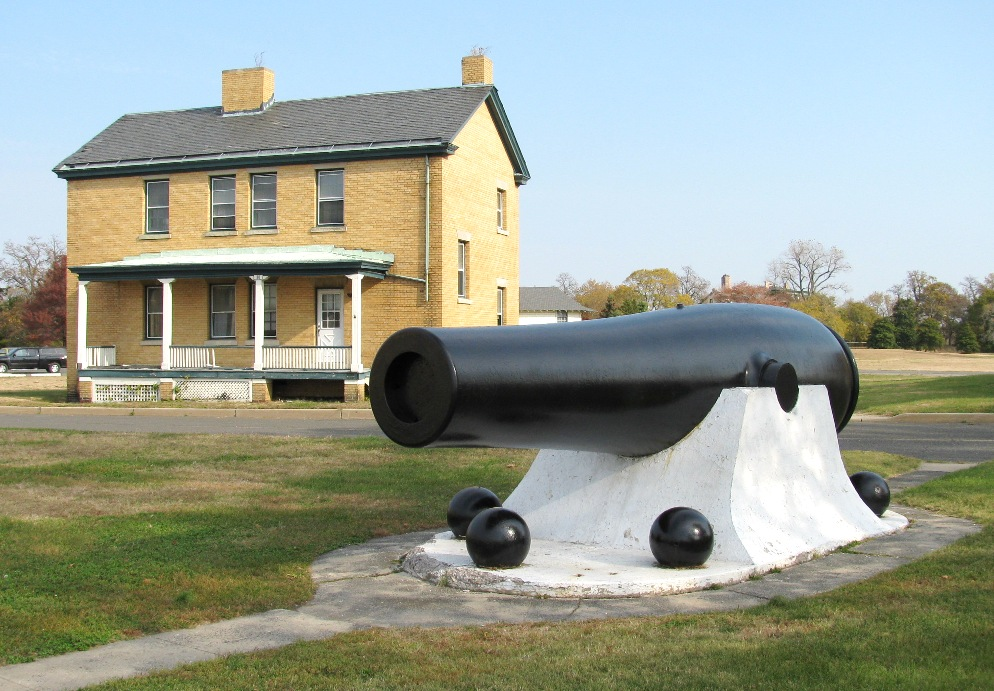
20-Zoll-Rodman-Geschütz, damals das größte gegossene Geschütz der Welt

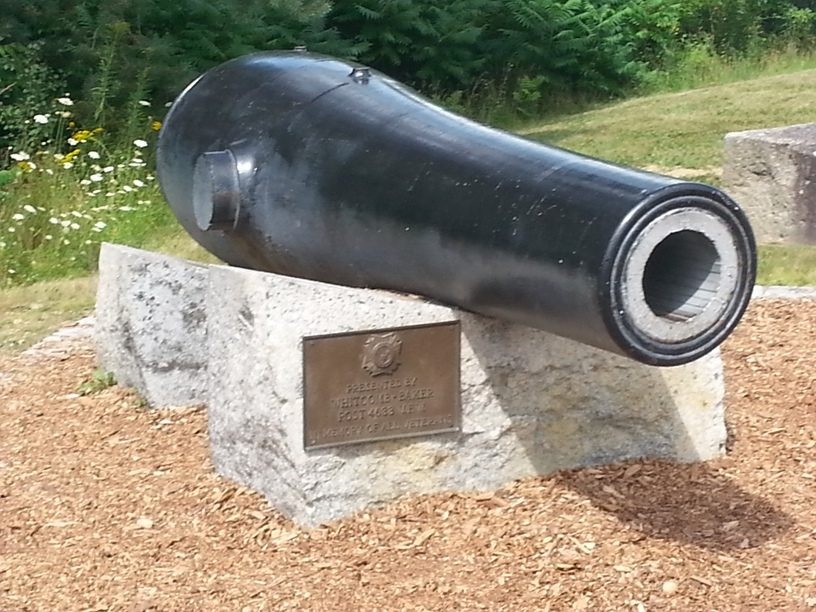
8-Zoll-Geschütz mit gezogener Einlage

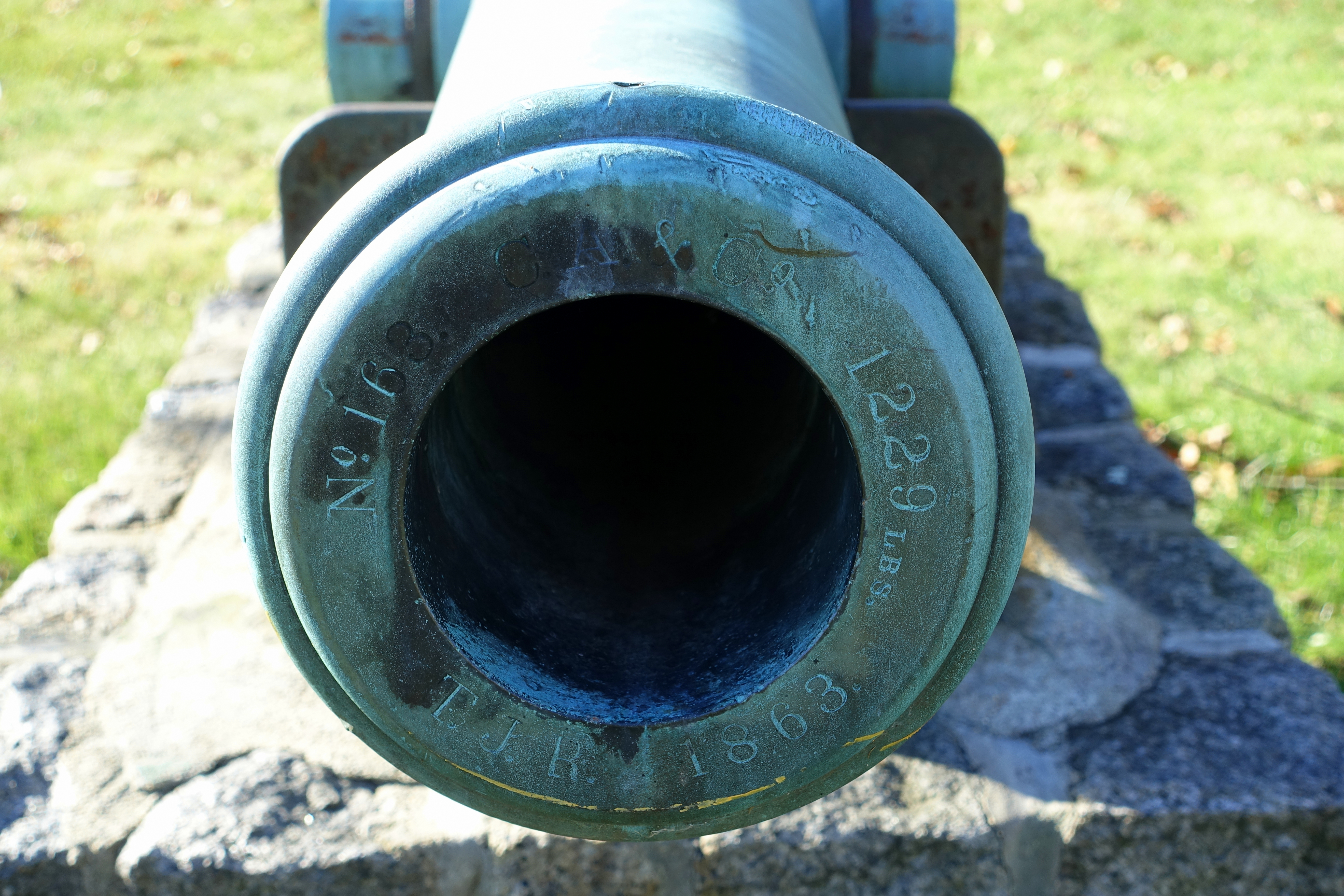
TJR-Initialen Rodmans an einer 12-Pfund Napoleon M1857

Thomas Jackson Rodman (* 31. Juli 1816 in Salem (Indiana); † 7. Juni 1871 auf Rock Island (Illinois)) war ein US-amerikanischer Offizier und Erfinder. Er ist bekannt für den bei großen Geschützen angewendeten gekühlten Hohlguss, die von ihm konstruierten Rodman-Geschütze sowie das progressive Treibladungspulver.

## Leben
Rodman erfuhr auf der Farm seiner Eltern zunächst nur eine einfache Schulbildung. Im spätest zulässigen Alter trat er am 1. Juli 1837 in die United States Military Academy als Kadett ein. Er absolvierte die Akademie und wurde am 1. Juli 1841 als Second Lieutenant in das Ordnance Department der United States Army aufgenommen und dem Allegheny Arsenal bei Pittsburgh zugeordnet. Er lernte dort über Produktionstechniken, die Produktionsmaschinen, Metallurgie und Artillerie. Abordnungen führten ihn an verschiedene Standorte; z. B. nach Richmond, um Prüfmaschinen für Geschützmetall vorzubereiten, nach Boston, um die Produktion von Geschützen zu überwachen oder zur Gießerei Fort Pitt Foundry in Pittsburgh, wo Lafetten für schwere Columbiaden konstruiert wurden.
Am 27. Februar 1844 forderte die Detonation einer modernen schmiedeeisernen Kanone bei einem Salutschuss auf der USS Princeton (1843) in Anwesenheit zahlreicher Vertreter der Öffentlichkeit, darunter des amerikanischen Präsidenten John Tyler, viele Tote und Verletzte. Das Unglück spornte Rodman an, eine Lösung für das Versagen so vieler großkalibriger Geschütze zu finden. Er wandte sich dem Gusseisen zu und entwickelte ein Konzept des gekühlten Hohlgusses. Voller Enthusiasmus versuchte er, die Armee, unter anderem den Chef des Ordnance Departments George Bomford und dessen Vorgesetzten General George Talcott, zu überzeugen. Doch die Armeeführung hatte kein Interesse an seinen Plänen, aber es wurde ihm freigestellt, seine Idee privat weiter zu verfolgen. Trotz seines nur kleinen Soldes vermochte er die Beantragung des Patents zu finanzieren; dieses wurde ihm am 14. August 1847 erteilt.
Am 3. März 1847 wurde er zum First Lieutenant befördert. Während des Mexikanisch-Amerikanischen Krieges (1846–1848) hatte er 1848 das Kommando über zwei Nachschubdepots an der Grenze zwischen Mexiko und Texas.
1849 ging er mit der Gießerei Fort Pitt eine Partnerschaft ein. Er erlaubte dem Unternehmen sein Patent zu nutzen, wenn dieses die Umsetzung des Konzepts an einem Prototyp finanzierte. Außerdem handelte er eine Vertragsgebühr für jedes verkaufte Geschütz aus, das mit seinem Prinzip gegossen wurde. Der neue Gießprozess war ein Erfolg und das Ordnance Department bestellte in den nächsten Jahren verschiedene Columbiaden nach Rodmans Entwurf, deren Produktion Rodman beaufsichtigte.
Als Rodmans Geschütze immer größer wurden, erkannte er, dass das herkömmliche Treibladungspulver zunächst einen sehr starken Gasdruck erzeugte, der aber abfiel, als das Geschoss im Lauf vorwärtsgetrieben wurde. Er entwickelte deshalb ein progressiv abbrennendes Treibladungspulver, das erst langsam und dann stetig schneller verbrannte.
Am 1. Juli 1855 wurde Rodman zum Captain befördert. Am 12. Mai 1859 wurde ihm das Kommando über das Watertown Arsenal übertragen. Er setzte seine Experimente bezüglich Material und Form der Geschütze sowie dem dazugehörigen Treibladungspulver fort. Die Ergebnisse publizierte er 1861 als "Reports and Experiments on the Properties of Metals for Cannon, and the Qualities of Cannon-powder."
Während des Sezessionskrieg (1861–1865) verantwortete er die Produktion dringend benötigter Artilleriegeschütze, sowohl der von ihm entwickelten als auch anderer Geschütze und dazugehöriger Geschosse. Da Rodman Inspektor des Ordnance Corps war, tragen viele in dieser Zeit produzierte Geschütze seine Initialen.
Er arbeitete sehr viel und in dieser Zeit verschlechterte sich seine Gesundheit. Am 1. Juni 1863 wurde er zum Major befördert, am 13. März 1865 wurde ihm der Brevet-Rang eines Brigadegenerals verliehen.
Trotz seiner Verdienste kam er in den Verdacht der Kriegsgewinnlerei und Illoyalität. Gegen Ende des Krieges wurde er vom Senator Benjamin Wade Komitee "Joint Committee on the Conduct of the War" geprüft. So soll er zum Tod von Abraham Lincoln nur wenig Trauer gezeigt und zum Ende des Krieges keinen Salutschuss angeordnet haben. Auch die Herkunft seiner Mutter aus Virginia machte ihn verdächtig. Die Verdächtigungen resultierten wahrscheinlich aus Neid über die Lizenzgebühren, die Rodman durch die Regierungsaufträge zur Herstellung von Geschützen unter Verwendung seines gekühlten Hohlgusses zustanden. Auch wenn er von den Vorwürfen freigesprochen wurde, musste er sich auch später dafür immer wieder rechtfertigen.
Rodman wurde am 4. August 1865 die Leitung des Rock Island Arsenal übertragen. Er sollte den Standort zu einer modernen Einrichtung für Entwicklung und Fertigung von Geschützen umbauen. Als Mitglied des Verwaltungsrates des Ordnance Corps beaufsichtigte er zudem verschiedene neue technische Entwicklungen. Er wurde am 7. März 1867 zum Lieutenant Colonel befördert. Sein Gesundheitszustand verschlechterte sich weiter und er stab am 7. Juni 1871 mit nur 53 Jahren. Er wurde auf dem Rock Island National Cemetery begraben.

## Waffentechnische Entdeckungen und Erfindungen

### Gekühlter Hohlguss

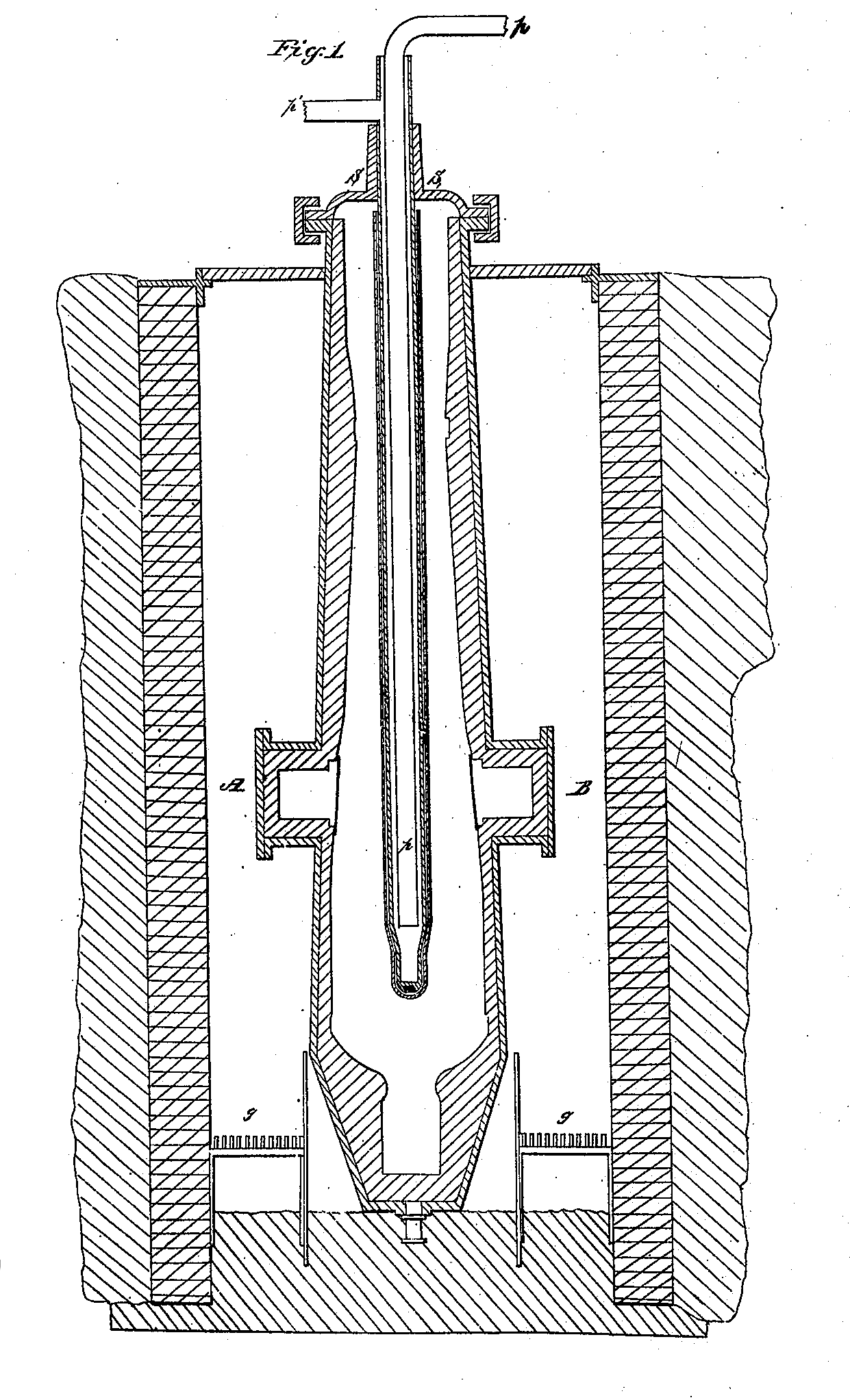
Patentzeichnung gekühlter Hohlguss

Da Schmiedeeisen und Bronze den hohen Belastungen großer Geschütze immer wieder nicht standhielten, wandte sich Rodman dem Gusseisen zu. Zwar gab es auch mit großen Geschützen aus Gusseisen Probleme, doch Rodman glaubte, dass es nicht am Material, sondern am Gießprozess lag.
Zu Rodmans Zeit wurden Geschützrohre in Vollguss gegossen, danach wurde der Lauf auf das gewünschte Kaliber aufgebohrt. Rodman erkannte, dass beim Vollguss, wenn die Außenseite erkaltete und fest wurde, Spannungen in das Innere des Gusslings getragen wurden. Diese Spannungen verursachten Materialfehler, die beim Abfeuern des Geschütztes katastrophale Konsequenzen haben konnten. Um 1847 entwickelte Rodman seine Idee von gekühltem Hohlguss, d. h. den bisherigen Prozess umzudrehen und das Innere des Gusslings durch ein Metallrohr mittels Wasser oder Luft zu kühlen. Hohlguss an sich war schon lange bekannt gewesen, wurde dann aber von Vollguss abgelöst. Das Hinzufügen der aktiven Kühlung war die Innovation Rodmans. Während die Innenseite langsam erkaltete, wurde die Außenseite mit glühenden Kohlen heiß gehalten, damit sie flexibel bleibt. Somit kühlte der Gussling von innen nach außen und jede neue Schicht schrumpfte etwas und stärkte die Innenseite.
1849 wurde dieser Prozess zum ersten Mal erprobt. Zum Vergleich wurde eine zweite Kanone auf konventionellem Weg aus dem gleichen Eisenwerkstoff gegossen. In nachfolgenden Schussversuchen zeigte sich, dass die mit dem gekühlten Hohlguss gegossene Kanone viel dauerhafter war. Das Material an der Laufinnenseite war härter und homogener und widerstand somit dem großen Druck, den heißen Gasen und der Bewegung des Geschosses besser.
Ab Ende 1863 war Rodmans gekühlter Hohlguss Standard für Columbiaden aber auch andere große Geschütze z. B. die Dahlgrenkanone. Das Verfahren wurde von anderen US-amerikanischen Gießereien übernommen. Außerdem verkürzte die aktive Kühlung die bisherige Wartezeit, bis der Gussling abkühlt war, erheblich, was den Gießereien mehr Produktionskapazitäten bescherte.
Der gekühlte Hohlguss für Geschützrohre war jedoch schnell veraltet, als Ende der 1860er Jahre Geschützrohre aus Schmiedeeisen und nur wenig später aus Stahl sich etablieren konnten.

### Rodman-Geschütze

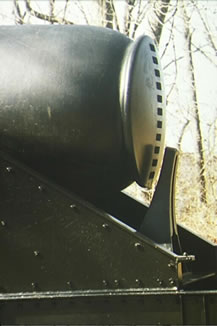
Charakteristische flache Traube mit Rastnischen für Höhenrichtung

Rodman konstruierte Columbiaden in verschiedenen Größen. Außer, dass sie mit dem gekühlten Hohlguss produziert wurden, haben seine Geschütze einige besondere Konstruktionsmerkmale.
Bisher hatten Vorderladergeschütze einen als "Traube" genannten Knauf am Rohrboden. In die Rille der Traube wurden Seile gelegt, um das Rohr während der Produktion und der Laffetierung heben zu können. Das höhere Gewicht der Geschütze führte zu neuen Problemen. Bei Versuchen mit Rodmans 10-Zoll-Geschützen in der Fort Pitt Gießerei brachen einige Trauben ab. Rodman konstruierte deshalb eine Traube, die flach und fast vom Umfang des Geschützrohres war. Nur eine schmale Rille für das Trageseil war vorhanden. Sie war somit viel stärker als die bisher genutzte Traube. Dieses Merkmal ist charakteristisch für Rodmans Geschütze.
Rodman brach auch mit der traditionellen Weise, die Schildzapfen so zu setzen, dass das Rohr in einem leichten Ungleichgewicht zugunsten des Hinterteils war. Rodman setzte hingegen die Schildzapfen so, dass das Rohr im Gleichgewicht war. Dieses erlaubte ihm auch eine ganz neue Höhenrichtmaschine zu konstruieren. In die flache Traube waren Rastnischen für die Höhenrichtung eingegossen.
Eine weitere Änderung betraf die Außenseite der Geschützrohre. Rodman gestaltete diese möglichst glatt, da er beobachtet hatte, dass Risse häufiger in Kanten vorkommen.
Dazu wurde das Geschütz auf einer großen Drehbank eingespannt und geglättet. Es stellte sich aber heraus, dass dieser aufwändige Arbeitsschritt nicht wirklich notwendig war.
Etwa 240 8-Zoll-, 1291 10-Zoll-, 322 15-Zoll- und 2 20-Zoll-Rodman-Geschütze wurden produziert. Wahrscheinlich wurde kein einziges von ihnen je im Sezessionskrieg im Kampf eingesetzt. Die Nordstaaten verwendeten die Geschütze fast ausschließlich als Festungsartillerie und die Konföderierten griffen diese Festungen im Krieg nicht an.
Die Konföderierten stellten ähnliche Columbiaden nach Rodmans Entwurf her. Jedoch waren sie nicht mit dem gekühlten Hohlguss gefertigt, also waren daher nicht so leistungsfähig. Auch hatten sie nicht die glatte Oberfläche der Rodman-Geschütze. Die Konföderierten ließen diesen Arbeitsschritt weg, weil er nichts zur Leistung des Geschützes beisteuerte.
Rodmans experimentelles 20-inch Geschütz war mit 53 Tonnen das bis dahin größte gusseiserne Geschütz weltweit. Diese großen Geschütze wurden zu einem Symbol der industriellen Stärke der Nordstaaten. Rodmans Geschütze bildeten den Höhepunkt der Glattrohrgeschütze; die Zukunft gehörte Waffen mit gezogenen Läufen. In den 1870ern und 1880ern gab es verschiedene Versuche, diese entsprechend zu konvertieren. Doch alle Experimente mit gezogenen Einsteckläufen aus Schmiedeeisen oder Stahl scheiterten und Rodmans Glattrohrgeschütze blieben bis zum Ende des 19. Jahrhunderts in Gebrauch.

### Progressives Treibladungspulver

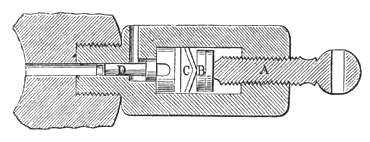
Rodmans Gasdruckmesser

Um 1857 konstruierte Rodman einen Gasdruckmesser. Dadurch war es ihm möglich, die Druckvorgänge beim Abschuss eines Geschützes zu studieren. Bei seinen Versuchen erkannte Rodman, dass er die Leistung seiner Geschütze mit der herkömmlichen Treibladung aus Schwarzpulver nicht weiter steigern konnte, da das Pulver sehr schnell verbrannte und sogar für seine Geschütze einen gefährlichen Gasdruck entwickelte.
Das bisher genutzte Schwarzpulver hatte eine Körnung in gleichmäßiger Kugelform. Dadurch hatte das Pulver bei der Zündung die größte Oberfläche und erzeugte gleich am Anfang den größten Gasdruck. Als das Pulver abbrannte, wurde die Oberfläche kleiner und somit die Brandrate sowie auch der generierte Gasdruck geringer. Als das Projektil durch den Lauf getrieben wurde, vergrößerte sich der Raum hinter dem Geschoss. Das führte zunehmend zum Absenken des Gasdrucks im Lauf. Rodman erkannte, dass bei einem optimalen Treibladungspulver die Brandrate zunächst klein und danach progressiv zunehmen sollte. Dieses würde den gefährlich großen Druckanstieg am Anfang reduzieren aber danach den Gasdruck halten und so das Geschoss gleichmäßig über die ganze Länge des Laufs beschleunigen.
Rodmans Lösung war das 1857 entwickelte Schwarzpulver, welches in längliche zylindrische oder hexagonale Formen gepresst wurde. In diese wurden dann mit Drähten sieben der Länge nach durchgehende Löcher gepresst. Mit dieser Form brannten die Körner gleichzeitig von außen und von innen. Wenn das Material in den Löchern abbrannte, dann wurden, die Löcher größer. Somit vergrößerte sich die Oberfläche und die Brandrate erhöhte sich. Dieser Vorgang dauert zwar unter einer Sekunde, macht aber für die Innenballistik einen großen Unterschied aus. Als Ergebnis erreichte Rodman eine höhere Mündungsgeschwindigkeit, ohne eine gefährliche Druckerhöhung im Lauf zu riskieren.
Rodmans progressives Treibladungspulver stellte seit vielen Jahrzehnten eine Innovation beim Schwarzpulver dar. Doch aus verschiedenen Gründen kam sein progressives Treibladungspulver nicht über ein experimentelles Stadium hinaus. Im größeren Maßstab wurde hingegen sein langsam brennendes "Mammut"-Pulver eingesetzt. Diese Pulverkörner waren mit etwa zwei Zentimetern noch ziemlich groß. Die Idee des progressiven Treibladungspulvers wurde aber wenig später mit dem Nitrocellulose-Pulver erfolgreich angewendet.

## Veröffentlichungen
- Reports of Experiments on the Properties of Metals for Cannon, and the Qualities of Cannon Powder, 1861